# Hemtjärnen (Degerfors socken, Västerbotten)
Hemtjärnen är en sjö i Vindelns kommun i Västerbotten och ingår i Sävaråns huvudavrinningsområde. Sjöns area är 0,036 kvadratkilometer och den är belägen 264 meter över havet.